# Chrysobothris astartae
Chrysobothris astartae es una especie de escarabajo del género Chrysobothris, familia Buprestidae. Fue descrita científicamente por Abeille de Perrin en 1895.